# Bolero/Kiss The Baby Sky/Wasurenaide
Bolero/Kiss The Baby Sky/Wasurenaide (jap. Bolero/Kiss The Baby Sky/忘れないで) – dwudziesty piąty singel południowokoreańskiego zespołu TVXQ, wydany w Japonii 21 stycznia 2009 roku przez Rhythm Zone. Został wydany w trzech edycjach: limitowanej CD+DVD, regularnej CD i „Fan Club Members Only”.
Singel osiągnął 1 pozycję w rankingu Oricon i pozostał na liście przez 13 tygodni, sprzedał się w nakładzie 110 717 egzemplarzy w Japonii. Singel zdobył status złotej płyty. Piosenka „Bolero” została wykorzystana jako piosenka przewodnia filmu Subaru (jap. 昴-スバル-).

## Lista utworów

### CD
| CD | CD | CD       | CD                                                           | CD                      | CD      |
| Nr | Tytuł utworu | Tekst    | Kompozycja                                                   | Aranżacja               | Długość |
| -- | --- | -------- | ------------------------------------------------------------ | ----------------------- | ------- |
| 1. | „Bolero” | Lambsey  | Daisuke Suzuki, Kei'ichi Tomita                              | Daisuke Kahara          | 5:56    |
| 2. | „Kiss The Baby Sky” | Yoochun  | Yoochun                                                      | Yoochun, Shinjirō Inoue | 3:50    |
| 3. | „Wasurenaide” (jap. 忘れないで) | Jaejoong | Jaejoong, Kim Young-hu                                       | Kim Young-hu            | 5:19    |
| 4. | „Dōshite kimi o suki ni natte shimattandarō? -Royal Mirrorball Mix-” (jap. どうして君を好きになってしまったんだろう? -Royal Mirrorball Mix-) | Lambsey  | Sylvia Bennett-Smith, Fredrik “Fredro” Odesjo, Mats Berntoft | Hiroshi Matsui (remix)  | 5:28    |
| 5. | „Bolero” (Less Vocal) |          | Daisuke Suzuki, Kei'ichi Tomita                              | Daisuke Kahara          | 5:56    |
| 6. | „Kiss The Baby Sky” (Less Vocal) |          | Yoochun                                                      | Yoochun, Shinjirō Inoue | 3:50    |
| 7. | „Wasurenaide” (jap. 忘れないで) (Less Vocal)                                                                                                 |          | Jaejoong, Kim Young-hu                                       | Kim Young-hu            | 5:19    |

### CD+DVD
| CD | CD                                           | CD       | CD                              | CD                      | CD      |
| Nr | Tytuł utworu                                 | Tekst    | Kompozycja                      | Aranżacja               | Długość |
| -- | -------------------------------------------- | -------- | ------------------------------- | ----------------------- | ------- |
| 1. | „Bolero”                                     | Lambsey  | Daisuke Suzuki, Kei'ichi Tomita | Daisuke Kahara          | 5:56    |
| 2. | „Kiss The Baby Sky”                          | Yoochun  | Yoochun                         | Yoochun, Shinjirō Inoue | 3:50    |
| 3. | „Wasurenaide” (jap. 忘れないで)              | Jaejoong | Jaejoong, Kim Young-hu          | Kim Young-hu            | 5:19    |
| 4. | „Bolero” (Less Vocal)                        |          | Daisuke Suzuki, Kei'ichi Tomita | Daisuke Kahara          | 5:56    |
| 5. | „Kiss The Baby Sky” (Less Vocal)             |          | Yoochun                         | Yoochun, Shinjirō Inoue | 3:50    |
| 6. | „Wasurenaide” (jap. 忘れないで) (Less Vocal) |          | Jaejoong, Kim Young-hu          | Kim Young-hu            | 5:19    |

| DVD | DVD                   | DVD     |
| Nr  | Tytuł utworu          | Długość |
| --- | --------------------- | ------- |
| 1.  | „Bolero” (Video Clip) |         |
| 2.  | „Off Shot Movie”      |         |

## Notowania
| Lista                             | Pozycja      |
| --------------------------------- | ------------ |
| Oricon Weekly Singles Chart       | 1            |
| Billboard Japan Hot 100           | 6 („Bolero”) |
| Billboard Japan Top Singles Sales | 1            |